# اچ‌ام‌ای‌اس کورو
اچ‌ام‌ای‌اس کورو (به انگلیسی: HMAS Kuru) یک کشتی بود که طول آن ۷۵ فوت (۲۳ متر) بود. این کشتی در سال ۱۹۳۸ ساخته شد.